# شهاب قنبر
شهاب قنبر (مواليد 10 أغسطس 1997) هو لاعب كرة قدم فلسطيني، يلعب في مركز الهجوم مع جبل المكبر والمنتخب الفلسطيني.

## مسيرته الدولية
ظهر في بطولة آسيا تحت 23 سنة 2018 وسجل هدفاً في مرمى تايلاند في الفوز 5–1 لتضمن فلسطين بذلك مكانًا في ربع النهائي.
ظهر قنبر لأول مرة مع المنتخب الأول ضد الكويت في 18 يناير 2021.

## الإنجازات
الوحدات
- كأس الأردن: 2022[4]

## وصلات خارجية
- شهاب قنبر على موقع قاعدة بيانات كرة القدم.إي يو (الإنجليزية)
- شهاب قنبر على موقع ناشيونال فوتبول تيمز (الإنجليزية)
- شهاب قنبر على موقع Soccerway.com (الإنجليزية)
- شهاب قنبر على موقع كووورة